# Aaron Pearl
Aaron Pearl (Sechelt, 11 maggio 1972) è un attore canadese.

## Biografia
Noto principalmente per i ruoli interpretati nel film L'uomo d'acciaio (2013) e nelle serie televisive L'uomo nell'alto castello (2019) e Lost in space (2019).

## Filmografia parziale

### Cinema
- Il fuggitivo della missione impossibile, regia di Pat Proft (1998)
- Little Boy Blues, regia di J. David Gonella (1999)
- Dangerous Attraction, regia di Penelope Buitenhuis (2000)
- X-Men 2, regia di Bryan Singer (2003)
- La pantera rosa, regia di Shawn Levy (2006)
- X-Men: Conflitto finale, regia di Brett Ratner (2006)
- L'uomo d'acciaio, regia di Zack Snyder (2013)
- Go With Me - Sul sentiero della vendetta (Go With Me), regia di Daniel Alfredson (2015)
- Endless, regia di Scott Speer (2020)

### Televisione
- Doomsday Rock, regia di Brian Trenchard-Smith (1997) - film TV
- Stargate SG-1 (2004) - serie TV
- Intelligence (2005-2007) -serie TV
- Liberate mio marito (Abducted Love), regia di Brenton Spencer  (2016) - film TV
- L'uomo nell'alto castello (2019)  - serie TV
- Lost in space (2019) - serie TV
- The Good Doctor - serie TV, episodio 5x15 (2022)

## Doppiatori italiani
Nelle versioni in italiano delle opere in cui ha recitato, Aaron Pearl è stato doppiato da:
- Stefano Santerini in Stonehenge Apocalypse, Tracker
- Angelo Nicotra in Tutto quello che voglio
- Gerolamo Alchieri in Smallville
- Marco Fumarola in The Killing
- Massimo Rinaldi in Fringe
- Lorenzo Scattorin in Go With Me - Sul sentiero della vendetta
- Alberto Bognanni ne L'uomo nell'alto castello
- Alessandro Capra in Lost in Space
- Stefano Alessandroni in The Good Doctor